# Belaaziorsk
Belaazyorsk (bielorruso: Белаазёрск, ruso: Белоозёрск, Beloozyorsk) es una ciudad subdistrital al suroeste de Bielorrusia, raión de Biaroza, provincia de Brest. Se ubica a 27 km de la ciudad de Biaroza cerca del Lago Beloye.
En 2017, la ciudad tenía una población de 12 421 habitantes.

## Historia
Se originó en 1958 en el sitio de la aldea Niŭki en relación con la construcción de la planta de energía Berezovsky. El 12 de enero de 1960 se convertido en un pueblo de trabajo Berezovsky, centro del Consejo de la aldea Berezovsky. El 25 de junio de 1960 recibió el nombre Belaazyorsk (nombre del Lago Beloye), el centro del Consejo de la aldea Belaazyorsk. El 29 de diciembre de 1961 la Planta de energía Berezovsky dio la primera conexión de electricidad industrial. en 1970 se convirtió en ciudad de la subordinación regional. El 15 de marzo de 1971 el centro administrativo del Consejo de la aldea Belaazyorsk. El 17 de septiembre de 2013 el Consejo de la aldea Belaazyorsk canceló, perdiendo su estatus como centro administrativo.

## Población
- 1969 — 6.400 mil personas
- 1991 — 11.400 mil personas
- 2005 — 13.400 mil personas
- 2006 — 12.900 mil personas
- 2009 — 12.800 mil personas
- Octubre de 2009 — 12.519 mil personas (censo)

## Economía
Empresa de energía, luz y las industrias alimentarias. Planta de energía del hotel Berezovsky.

## Personajes famosos
- Nina Iosifaŭna Maciaš (1943-2008), poeta y traductora bielorrusa.